# Wurzener Fehde
Die Wurzener Fehde war ein im Jahr 1542 unblutig verlaufener Konflikt zwischen dem ernestinischen Kurfürstentum Sachsen und dem Kollegiatstift Wurzen um die Eintreibung von Geldern für die Finanzierung der Türkenkriege (Türkensteuer). Hintergrund war zudem ein Streit zwischen Ernestinern und Albertinern um die Verwendung von Steuergeldern dieses gemeinsam verwalteten Gebiets.

## Historische Entwicklung
Nach der 1485 erfolgten Leipziger Teilung, die Sachsen in einen albertinischen und einen ernestinischen Teil teilte, wurde die Schutzherrschaft über das Stift Wurzen (Wurzen und das Wurzener Land) von den Ernestinern und Albertinern gemeinsam ausgeübt. Das Stift Wurzen war weltlicher Besitz des Bistums Meißen. Beide sächsische Linien waren letztendlich auf eine Säkularisation des Gebiets aus.

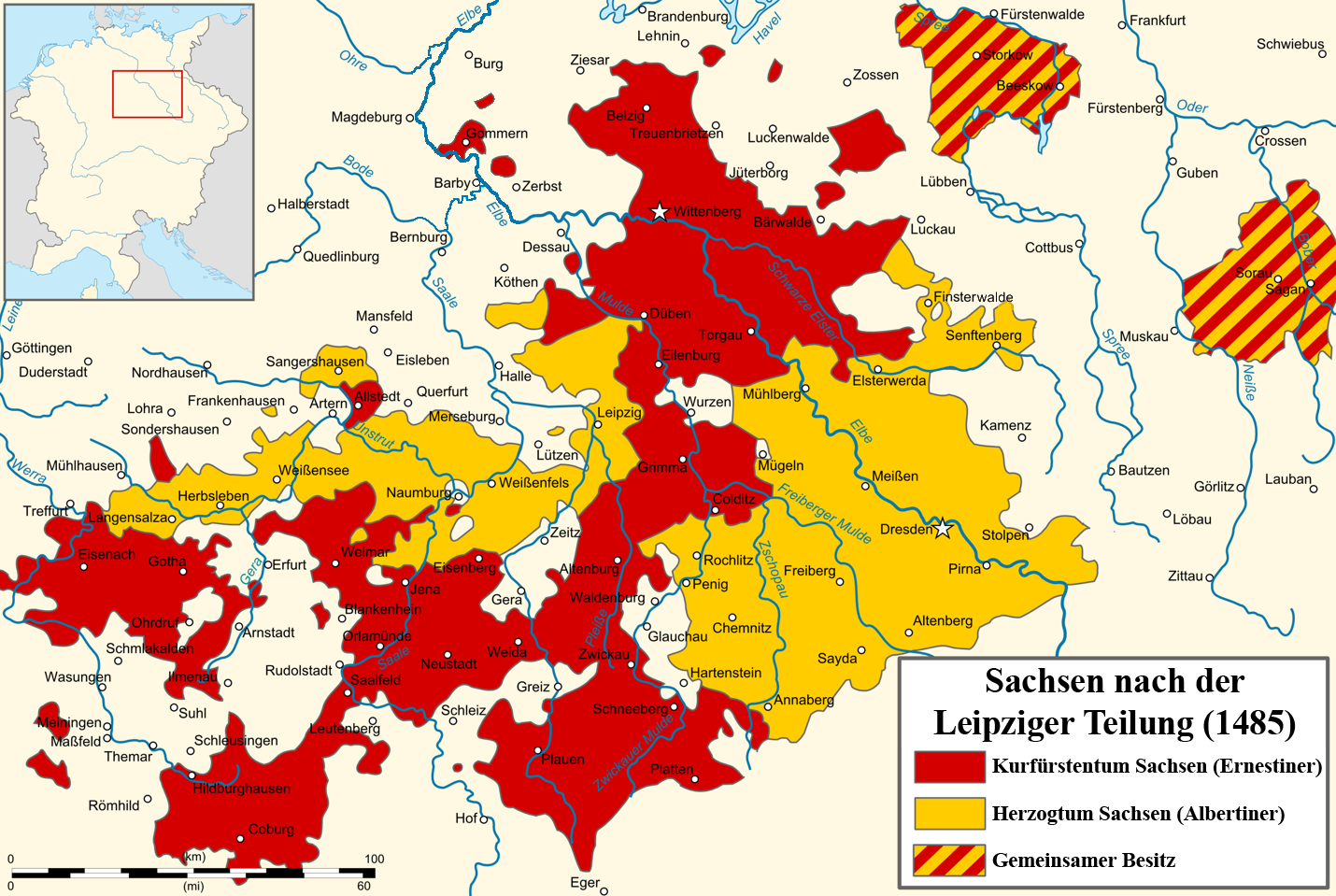
Karte der wettinischen Ländereien nach der Leipziger Teilung (1485)

Der Fehde unmittelbar voraus ging der Streit zwischen Herzog Moritz und Kurfürst Johann Friedrich über die Verwendung der Steuergelder dieses Gebiets.
Johann Friedrich forderte zudem vom Stift Wurzen die Abgabe der Türkensteuer zur Finanzierung der Türkenkriege, die das Stift nicht zahlen wollte.

## Ablauf
Am 21. März 1542 zogen auf Befehl des Kurfürsten Johann Friedrich 128 Mann Torgauer geharnischter Bürgerwehr, davon 50 Berittene, zur Besetzung Wurzens aus, um Hilfsgelder zur Finanzierung des Krieges gegen die Türken einzutreiben. 
Das war zumindest der Anlass; tatsächlich handelte es sich um massive Eingriffe Johann Friedrichs in die Befugnisse des Stifts Wurzen im Zusammenhang mit seinen Bestrebungen, die Reformation durchzusetzen. Herzog Moritz, der selbst eine rigorose Machtpolitik betrieb und bereits mit der Kurwürde liebäugelte, rückte dem ungeliebten Vetter mit einer Streitmacht entgegen, es drohte Krieg. 
Martin Luther schrieb am 7. April 1542 einen an beide Fürsten gleichlautenden Brief, der die Fürsten am Abend des 8. oder am Morgen des 9. April erreichte. Dieser Brief enthält die bekannte Passage: „… ist doch das Stetlin Wurtzen nicht werd …“. Zeitgleich traf am 8. April Landgraf Philipp von Hessen als Vermittler ein und sprach noch am gleichen Tag mit dem sich in Grimma aufhaltenden Johann Friedrich und in Oschatz mit Moritz. Aus Oschatz schrieb er dann noch am 8. April einen Eilbrief an Martin Luther, in dem er den Ernst der Lage schilderte: „Aber wir befinden beide Teile (Kurfürst Johann Friedrich und Herzog Moritz) ganz halsstarrig …“. Landgraf Philipp war im Zweifel, ob er Frieden stiften könnte, und bat Martin Luther, schnellstmöglich an beide Fürsten zu schreiben und sie zum Frieden zu bewegen, ohne zu ahnen, dass ein solcher Brief bereits unterwegs war. 
Bereits am 9. April – dem Ostersonntag 1542 – schrieb Landgraf Philipp dann aus Grimma erneut an Martin Luther und konnte eine völlig neue Situation mitteilen, denn es sei „bessere Hoffnung zum Vertrag, als zu denken gewesen wäre“. Nach den Aufzeichnungen Melchiors von Ossa, des ernestinischen Kanzlers und Augenzeugen der Ereignisse, trat der auf Ostermontag, den 10. April 1542, vordatierte Vertrag am Mittwoch, dem 12. April 1542, in Kraft. Auch der damalige Oschatzer Stadtschreiber Johann Gregorius d. Ä. ließ in einem Gedicht über diesen Anlass den Konflikt erst am „Oster Mittwochen“ enden. 
Zwar nimmt eine sächsische Chronik von 1588 Grimma („auff dem Schloß“) als Vertragsort an; umgekehrt taucht im 20. Jahrhundert die Bezeichnung „Oschatzer Frieden“ auf, dennoch lässt sich anhand der zeitgenössischen Urkunden und Briefe eine gemeinsame Unterschriftleistung weder an dem einen noch an dem anderen Ort bisher nachweisen. Offenbar unterschrieben beide Seiten den Vertrag getrennt in Grimma und Oschatz, denn das Dokument selbst enthält keinen Ort der Unterzeichnung, kein einziger Zeitzeuge erwähnt eine gemeinsame Unterschriftsleistung, und die Ratifizierung zwei Tage nach Vertragsdatum lässt ebenfalls nur diesen Schluss zu. 
Die Wurzener Fehde verlief unblutig, und die Geharnischten kehrten Ostern 1542 vollzählig heim. Da sie unterwegs und zu Hause mit Osterfladen bewirtet wurden (einem Oster-Hausgebäck der Gegend), wurde die Wurzener Fehde scherzhaft auch als „Fladenkrieg“ bezeichnet.